# 第6世代移動通信システム
第6世代移動通信システム（だい6せだいいどうつうしんシステム、英語: 6th Generation Mobile Communication System, 「6G」）とは、1G・2G・3G・4G・5Gに続く将来の無線通信システムである。一般的に英語の"6th Generation"から、「6G」（シックスジー、ろくジー）と略され、5Gの先ということで「Beyond 5G」とも呼ばれる。2030年頃の商用化が見込まれている。
6Gは、3GPPによる標準化および国際電気通信連合 (ITU) のITU Radiocommunication Sector (ITU-R) による要求の規定などは行われておらず、国際的な定義や基準が存在しているわけではない。本稿の以下の記述は全て研究団体や民間企業による「5Gの次」の実現に向けた取り組みであり、実際に6Gとして採用されることが保証されたものではない。

## 概論
国際標準規格が未決定なため、統一された基準、定義は存在しないが、伝送速度は100Gbps - 1Tbps、インターネット遅延1ms - 0.1msなどの基準が検討されている。

## 特徴・活用
国際基準が未定なため、具体的な仕様は決定していないが、各社がコンセプトを公開するなどして特徴を挙げている。あくまでコンセプトであるため、実用化されるかは不透明。

### 特徴

#### 超高速・大容量
100Gbpsを超える超高速通信。NTTドコモは、速度と容量において5Gの10倍を目指すとしている。中国は1TB/sの転送速度を目指しているとも報じられている。

#### 通信領域の拡張（カバレッジ拡張）
宇宙旅行や空飛ぶクルマの実用化が控える中、現在の通信ではカバーしきれていない海、空、宇宙でも通信を提供する。船舶や航空機など従来から存在する移動手段においても、高速なネットワークが利用可能となり、静止衛星や低軌道衛星、HAPS（HighAltitude Platform Station : 高高度疑似衛星、携帯電話基地局装置を搭載した無人飛行機を成層圏で飛行させ、広域のエリアに通信サービスを提供するシステム。ソフトバンクの子会社が実用化に向けた取り組みを行う）の利用により実現を目指している。

#### 超低消費電力・超低コスト
ネットワークの消費電力をこれまでよりも抑える。

#### 超低遅延
1ms以下に遅延を抑える超低遅延通信が模索されている。

#### 超信頼性
産業への利用において、セキュリティなどの安全面の信頼性を向上。ロボットやドローンでの活用も見込む。

#### 超多接続
1平方kmあたり1000万デバイスの接続を実現させ、IoT関連の活用を見込む。

### 想定されている利用環境・活用方法
- 携帯電話（スマートフォン）通信
- IoT[8][注 1]
- ロボット
- ドローン
- ウェアラブルコンピュータ
- クラウドゲーム[9][信頼性要検証]
- 拡張現実、仮想現実、複合現実[10]
- 4K/8K/16K映像のリアルタイム配信
- スポーツ観戦
- 自動運転車[11]、空飛ぶクルマ
- 航空機
- 宇宙開発/観測、宇宙旅行
- 遠隔医療/ロボット支援手術
- セキュリティシステム、治安維持
- 遠隔ホログラフィックプレゼンス、触覚、嗅覚、味覚などを用いた感覚通信[12]。味覚の感覚通信については、味覚シェア技術も参照のこと。
- インフラの自動制御
- エネルギー制御
- 量子コンピューティング
- オンラインでの機械学習
- スマート工場、スマート農業
- スマート物流
- 軍事用途への活用[13][14]
- 農村地域での活用、SDGsへの貢献[15]

## 世界全体の状況
この項目では、世界全体や複数の国が関わった出来事や国際機関の動向、多国籍企業のグローバル向けリリースなどを記述する。

### 2018年
7月、国連機関である国際電気通信連合が、2030年以降に出現すると予想される6G技術を調査するための主導機関「Focus Group NET-2030」をITU-T SG13に設置。

### 2019年
5月、国連機関である国際電気通信連合のFocus Group NET-2030が、ホワイトペーパー「Network 2030」を公開。
5月、欧州委員会は、研究開発資金を助成する「Horizon Europe」を通じて、2021年から2027年まで6G技術の開発を進める予定であると発表した。自動運転車などでの活用も見込む。

### 2024年
4月23日、3GPPが仕様標準化を進める上で使用するロゴを発表した。

## 主要各国の状況
6Gを見据えた研究開発は、2018年頃から一部企業などが少しずつスタート。多くの国で5Gが始まった2019年・2020年にはさらに様々な企業や国が研究開発の開始を発表した。主要プレイヤーであるアメリカ、韓国、中国、フィンランド、スウェーデン、日本では特に開発競争が加速。この項目では、日本以外の主要開発プレイヤー（アメリカ・韓国・中国・フィンランド・スウェーデン）の状況について解説する。

### アメリカ

#### 2019年
- ドナルド・トランプ（当時アメリカ大統領）が、Twitterやイベントなどで「今の話題は5Gだが、その前は『4Gに乗り遅れるな』といっていた。いずれ『No.6』が話題になる。米国は何にしたってリーダーになりたい」、「米国で5Gを、いや6Gも、なるべく早く実現したい。米企業は取り組みを強化せねばならない」などとそれぞれ発言し、6Gの技術開発に対する意欲をみせている[23][24]。
- 大手キャリアのVerizonやチップメーカーのQualcommなども6G開発を進めている[25][26][27]。
- 3月15日、FCCがテラヘルツ (THz) 帯の利用を研究用途のみに解禁[12]。
- 3月15日、NYU Wireless（Ted Rappaport教授）によるプレゼンテーションにて6Gで実現可能性がある技術として、ワイヤレス認知（ロボット制御等）・センシング（大気質検知等）・イメージング（セキュリティボディスキャン等）などが挙げられた[12]。
- ニューヨーク大学、アメリカ国防総省国防高等研究計画局（DARPA）が無線センサー技術開発拠点「ComSenTer」を設立。UCB、UCSD、UCサンタバーバラ、MIT、コーネル大学もプロジェクトに参加[28]。

#### 2020年
- ノースイースタン大学の研究者は、インターネットに接続する機器の増加に対応できるよう、無線ネットワークを機械学習によって最適化する研究について語った[29][30]。
- イリノイ州シカゴのChicago Conference Centerにて7月14日〜15日に開催予定だった6G Innovation and 5G Evolution Forumが新型コロナウイルスの流行の影響で中止となった[31]。
- 5月20日、アメリカ電気通信標準化連合（英語版）（ATIS）は、米国政府機関や学術機関、業界リーダーに対し、6Gのワイヤレスサービスの展開においてアメリカのリーダーシップを確保する計画について協力するよう要請する声明を発表した。ATISは、国内のニーズの見極めや標準化への取り組み、本格的な商業化に取り組む研究開発など、6Gへの「全体的」なアプローチを強く求めている[32][33][34]。
- 5月21日、ドナルド・トランプ大統領は自身のTwitterアカウントで「私は、アメリカで5G、さらには6Gの技術もできるだけ早く実現させたい。これらは現在よりもはるかに強力かつ高速でスマートだ。アメリカ企業は努力を強化するか、そうでなければ取り残されることになる。私たちが遅れをとるべき理由はない…」と発言し、6G技術でアメリカが先行したいという意欲を示した[32]。

### 韓国

#### 2019年
- 1月、LGが、KAIST（旧・韓国科学技術院）と共同で6G研究開発センターの設立を発表[35][36][37]。
- 4月、韓国通信学会が6Gフォーラムを設立。ポスト5Gとなる6Gの研究活動を開始した[38]。
- 6月、Samsungが6Gコア技術の開発拠点となる研究センターを設立[39][40][41]。具体的には、社内の高度研究開発組織であるSamsung Researchの下、Advanced Communication Research Centerを設立した[42][43]。
- 6月、大手携帯電話キャリアのKTとソウル大学傘下のニューメディア通信共同研究所は6Gの開発方向と標準化に関する共同研究を行うことで提携した[38][44]。
- 6月、大手キャリアのSKテレコムとスマートフォン大手のSamsungは、6G技術分野における共同研究推進のための業務提携を発表[45][46]。
- 6月12日、韓国の国営研究機関ETRI（英語版）は、フィンランドのオウル大学と協力して第6世代ネットワーク技術を開発するための覚書に署名した[47]。

#### 2020年
- 2020年2月、「6Gオープンシンポジウム2020」が開催され、Samsung、LGおよびSKテレコム等が参加し、国際標準化の主導権を握ることが重要との認識で一致した。韓国政府は6G等の次世代ネットワーク戦略の策定を進めている[12]。2020年前半中に韓国内の6Gロードマップを作成する予定[48]。

#### 2021年
- 8月、LGが、KAIST（旧・韓国科学技術院）と共同で6G移動通信ソリューションの開発に成功[49]。

### 中国

#### 2018年
- 2018年11月、中華人民共和国工業情報化部（MIIT）の幹部が、6G開発を2020年には正式に開始することを発表[50][51][52][53][54]。

#### 2019年
- 2019年8月、通信機器大手のHuaweiが研究チームを任命するなどして研究開発拠点をカナダに設置。また、ZTEやChina Telecomなども開発をすすめている[54][55][56][57]。
- 2019年11月、Huaweiの梁華会長が「6Gは研究の初期段階。6Gで使用が想定される周波数の特性や技術的課題の研究、経済的、社会的利益に焦点を当てた研究チームを任命した」とコメントし、6Gの研究に乗り出したことを示した[28]。
- 2019年11月、中国の科学技術部（MOST）が本格的に6Gの研究・開発を開始すると発表。開発改革委員会、教育部、産業情報部、中国科学院、中国自然科学財団なども交え、北京で6G技術の研究開発のためのキックオフミーティングを開催した。会議では、全国6GテクノロジーR&Dプロモーションワーキンググループと全国6GテクノロジーR&Dジェネラルエキスパートグループの設立を発表された[58]。

#### 2020年
- 3月11日、中国スマートフォン大手のVivoが6Gの専門チームを社内に設置し、開発に着手したと発表した[59][60][61][62]。
- フィンランドのオウルで規模縮小の上、オンラインで行われた「2nd 6G Wireless Summit 2020」にて、ZTEの6G Research and CollaborationのディレクターであるFang Min博士が、「世界を完全に再構成する」と語り、技術情報や検討している6Gの概念などについて解説した[63][64][65]。3月23日には「Service Native Challenges and Innovation towards 6G」と題して、6Gのコネクティビティー設計に関する同社の見解と開発状況を公開した[66]。
- 4月17日、北京で開催されたデジタルインフラの構築促進に関する専門家セミナーで、産業情報省の副首相である陳肇雄が「私たちは、デジタル変革の主要なニーズに焦点を当て、新世代のデジタルインフラストラクチャの構築、適用、および確保に焦点を当て、経済的および社会的なデジタル変革のプロセスを加速する必要があります。」などと声明を発表し、5Gおよび6Gの開発を促進していく姿勢を示した[67]。
- 5月14日、Sina Techのインタビューで北京郵電大学（BUPT）の教授Lu Tingjieは、動物と人間がコミュニケーションをとり、地震を予測するなどのことが6Gパイプで可能になるかもしれない、と言及した[68][69]。
- 5月17日、China UnicomとZTEが、世界電気通信デーに合わせて6G共同戦略的協力協定を結んだことを発表した[70][71]。
- 5月27日、Xiaomiの雷軍CEOは、5Gスマートフォン「Redmi 10Xシリーズ」の発表に際して、Xinhuaに対して、6G技術の予備調査を開始したと話した[72]。また、モバイルカバレッジがほとんどない田舎で高品質のインターネット接続を提供する衛星にも取り組んでいると言及した[73][74][75]。
- 5月29日、RCS Wireless NewsはZTEの6Gの取り組みについて取材した記事を公開した。その中でZTE広報担当者のJason Tuは、6Gについて「ZTEの6Gの使命は、物理的世界とデジタル世界をインテリジェントに繋げること。賢いインターネット、AIのインターネット、産業のインターネットは、6G時代に生まれた新たなサービスを可能にする。」と述べ、6Gの世界標準化に向けてトラフィック要件や、ネットワークアーキテクチャなど様々な調査作業に従事していることを明かした[76]。

### フィンランド

#### 2019年
- フィンランド・アカデミーとオウル大学が6Gの開発プロジェクト「6Genesis」の立ち上げを発表[77][78]。
- 2019年3月、「6G Wireless Summit」を開催。Nokiaや中国のHuaweiがスポンサーとして参加。その他にも、China MobileやChina Telecom、Ericsson、Qualcomm、Samsung Electronics、ETRI、NTTドコモなど、主要ベンダー、事業者、規制当局、学界を含む29カ国から約300人が参加した[12][27]。
- MWC 2019でNokiaやオウル大学などが、6Gフラッグシッププログラムなどを発表した[79][80]。
- 2019年9月、6Gフラグシップ（オウル大学など）が、ホワイトペーパー「Key Drivers and Research Challenges for 6G Ubiquitous Wireless Intelligence」を公開した[81]。

#### 2020年
- オウルにて、2nd 6G Wireless Summit 2020が開催される予定だったが、新型コロナウイルスの流行を受け、規模を縮小し、オンラインで開催した[82]。
- 5月25日、オウル大学の6G FlagshipのディレクターであるMatti Latva-aho教授は、「ワイヤレスネットワーク内でデータが収集、処理、送信、消費される方法で、6Gの開発が促進されるはずだ。」と述べ、ネットワークの中でのAIの活躍について示唆した[83]。

## 日本の状況

### 2018年
- 5月15日、NTTはOAM多重[注 3]を活用して、世界初のLTEやWi-Fiのおよそ100倍・5Gの5倍にあたる100Gbpsの無線伝送に成功したと発表した。今後は28GHz帯の屋外実験を実施するほか、より高速な無線通信が可能なミリ波帯での実験も計画。将来的には、「光ファイバーの敷設が難しい場所でも大容量通信が利用できる他、スポーツやコンサートでの非圧縮8Kや16Kリアルタイム中継も可能になる」としている[84][85][86]。
- 6月11日、東京工業大学とNTTは共同で、テラヘルツ波の周波数帯で動作する無線フロントエンド向け超高速ICを開発し、300GHz帯における世界最高データレートであり、現在のLTEやWi-Fiのおよそ400倍・5Gの40倍に相当する伝送容量に当たる毎秒100ギガビットの無線伝送に成功した[87][88][89]。
- 7月、独立行政法人 情報通信研究機構（NICT）が欧州委員会と連携したテラヘルツ波 end-to-end システムの開発研究を開始。6Gを見据えたワイヤレス、ネットワーク、デバイスなどの研究開発を進めている[28]。
- 12月、IEEEが主催する国際会議「IEEE GLOBECOM2018」にて、NTTはOAM多重[注 3]を活用した通信技術において、信号処理を改良したことにより、伝送速度120Gbpsを達成したと報告。5月時点での発表よりもさらに速くなっている[88]。

### 2019年
- 5月27日、NTTは理論的な通信容量の上限であるシャノン限界 (一定の周波数帯域幅における通信容量の上限値、5Gの符号化方式では達成不可能)を達成し、かつ実現可能な符号化方式を開発したと発表した。名称は「CoCoNuTS（Code based on Constrained Numbers Theoretically-achieving the Shannon limit）」で、6Gの要素技術として利用が見込まれる[90][91]。
- NTTがSonyや米Intelと協力するなどして6G開発を進めることを発表[92][93][94]。この3社で業界団体「IOWN Global Forum」を設立し、NTTが2030年頃の実用化に向けて推進している次世代コミュニケーション基盤「IOWN（Innovative Optical and Wireless Network）」構想の実現・拡大を図る[95]。
- 11月5日、NTTとJAXAは、地上と宇宙をシームレスにつなぐ超高速大容量でセキュアな光・無線通信インフラ実現に向けた共同研究を開始することを発表した。NTTのIOWN構想や6Gにおいて想定されている宇宙での通信環境構築を目指しており、低軌道衛星MIMO技術の確立や超高速大容量の宇宙光無線通信に向けた光増幅技術の適用、次期衛星搭載に向けた観測用・通信用無線機器の効果実証などにも取り組み予定としている[96][97]。
- 12月3日、情報通信研究機構（NICT）と国立天文台が包括的な連携協定を締結したことを発表した。次世代の情報通信や電波望遠鏡受信機などの基盤技術開発に取り組む方針。6Gについては、これまで電波天文学専用だった周波数帯を一般の通信システムにも開放するとみられていて、情報通信研究機構の徳田英幸理事長は協定調印後、6Gについて「かなり私たちが挽回できると思っている」と述べた[98]。

### 2020年

#### 1月
- 2030年の実用化に向け、総務省が6G関連の有識者会議を開催を発表[99][100]。総合戦略を官民主導で早期に議論することで、国際標準規格への関与を目指している[101][102][103][104][105]。
- NTTドコモが6G時代における技術コンセプトを発表[106][107][108][109][110]。この発表の2日後の「DOCOMO Open House 2020」では、6G関連のパネルセッションが開催された[111][112][113]。
- 1月27日、総務省が「6G」（Beyond 5G）についての有識者会議「Beyond 5G推進戦略懇談会」の第1回会合を開催[114]。東京大学の五神真学長は「競争力のある国内の基礎技術を見極め活用していく」と指摘した。6月をめどに最初の取りまとめをし、2021年度予算の概算要求に支援策を盛り込む[115][116][117][118]。

#### 2月
- ソフトバンクは2020年2月の決算説明会において、大学や情報通信研究機構と6Gの共同研究を進めていると言及した[12]。

#### 3月
- 3月10日、NECが5Gと6G（Beyond 5G）に向けた新たな通信技術として、OAMモード多重[注 3]技術と偏波多重技術を組み合わせ、150GHz帯という高い周波数を用いて、100mでの伝送に世界で初めて成功したと発表した。今回は、14.8Gbpsという伝送容量を達成。今後は帯域幅を1GHzへ広げることなどで、100Gbps以上の実現を目指す[119][120]。
- 3月24日、トヨタ自動車とNTTが提携を発表。6G時代に向け、自動運転技術の開発強化や、ITを活用した街づくり「スマートシティー」の早期実用化につなげる[121][122]。具体的には、トヨタ自動車がCES 2020で発表した静岡県に設置予定の民間主導実証都市である「Woven City」における技術開発や実証を経て持続可能な社会の発展を目指す[123]ほか、トヨタ自動車が業界団体「IOWN Global Forum」に参加する形でNTTが主導するオール光通信化構想「IOWN」の早期実現を図る[124]。最終的には、「Woven City」やNTTの開発地区「NTT街区」で自動運転車などのモビリティと5G・6Gを相互導入した実証を行う[125][126][127][128][129][130][131][132][133][134][135]。
- 3月26日、AbemaTVが放送した番組「AbemaPrime」にて、5Gや6Gについて解説された。この中で総務省Beyond 5G有識者会議メンバーの篠崎彰彦・九州大学大学院教授は、6Gについて、「総務省では5Gの次ということで“Beyond 5G”と呼んでいる。5G技術や機器で日本は米中欧にちょっと出遅れた感があるので、それに危機感を持ち、今度は早めにいろいろなことをやっておかないといけなくなる。そこで今のうちに考えようという話だ。リアルなフィジカルなロボット、つまりバーチャル・リアリティ (VR) とオーグメンテッド・リアリティ (AR) 。実際の機器や設備が連動して動く。例えば、あたかもそこにいるかのようにロボットを瞬時に時差なくファインチューニングしながら動かすことができるようになる。例えば人が入れない福島原発のような場所で、現在のロボット以上の働きが期待できる。あるいは非常に腕の立つ医者が遠隔で手術できるようになる可能性もある」と話し、その可能性について言及した[136]。

#### 4月
- 4月2日、6G開発に向けた総務省の戦略目標案が判明した。日本企業による6G基地局などの世界シェアを2030年代に現在の3倍超となる3割に引き上げることを目標とし、戦略の具体策を検証する産官学の連携組織は今秋にも立ち上げる予定[137][138]。
- NTTが、世界最高速で動作するトランジスタの開発に成功。スイッチングの切り替えが1秒間に8000億回で動作し、従来よりも1割ほど性能が向上した。NTTは今回開発したトランジスタを大容量通信ができる光通信や次々世代の無線通信「6G」への応用を狙い、安定性・信頼性を向上させ、5年後の実用化を目指す[139]。
- 4月8日、総務省の有識者会議は、6Gの実現に向けた総合戦略の骨子案を示した。財政支援や税制優遇などで研究開発を促進し、5年後の2025年頃に主要技術の確立を目指す。日本では5Gが主要国に遅れをとった結果を受け、6Gを「国家戦略」と位置づけることで、6Gの普及が見込まれる2030年代に日本企業の基地局などインフラの世界シェアを現在の3倍超の3割に高めるなど、国際競争力の確保を狙う。骨子案についての意見を募集し、6月には総合戦略を取りまとめる予定。国立研究開発法人の情報通信研究機構を中心に産官学が連携する新組織も立ち上げる。また6Gの必要な機能として、通信速度と多数同時接続数が5Gの10倍、情報伝達の遅延は10分の1と設定したほか、消費電力も現在の100分の1にすることとした。海中や空、宇宙などのあらゆる空間での利用も目指す。その他、6G関連の日本勢の特許シェアを10%以上とする目標も掲げた[140][141]。骨子案の具体的な内容は以下の通り[142]。なお今後改善を重ねる「骨子案」であるため、最終案ではない。
2030年代に期待される社会像
サイバー空間とフィジカル空間が時空間で同期するサイバー・フィジカル・システム (CPS) などを想定。
目指すべきBeyond 5G（6G）の姿
様々な機能をソフトウェアに集約し、個別の機器を多数設置するのではなく、クラウドネイティブにすることで仮想化を進める。また人工知能を活用し、自律性のあるネットワークを整備する。
Beyond 5G（6G）に求められる機能等
5Gの機能・特徴である「高速大容量」「低遅延」「多数同時接続」をさらに拡張。アクセス通信速度は5Gの10倍、コア通信速度は現在の100倍とした。遅延は5Gの10分の1、多数同時接続数は5Gの10倍としている[注 4]。また、これに加えて持続可能かつ新たな価値を創出する機能付加として、現在の100分の1の超低消費電力や機器が自動的に連携する自律性の確保（仮想化等）、宇宙空間や海への拡張（衛星やHAPSとのシームレスな連携）、あらゆるものの基地局化、災害や通信障害からの瞬時復旧、高度なセキュリティの常時確保（量子暗号などの活用）などを挙げた。
Beyond 5G（6G）推進戦略基本方針
国内市場をグローバル市場の一部と捉え、最初から世界での活用を前提とするグローバルな視点をもつ「グローバル・ファースト」・多数のプレイヤーが自由な技術開発や取り組みを積極的に促す制度設計を基本とする「イノベーションを生むエコシステムの構築」・グローバルな協働に効果的に参画するために必要性の高い施策には、一定期間リソースを集中的に投入する「リソースの集中的投入」を3本の柱とし、具体的には「2025年頃からの順次要素技術を確立」、「6G技術に必須の特許のグローバルシェアが日本の機関や企業全体で10%以上」、「2030年度に44兆円規模の付加価値創出」などを目指す。
Beyond 5G（6G）推進戦略具体的施策〜研究開発戦略〜
先端技術の早期開発を目指し、必要性の高い部分には国のリソースを集中投入したり、研究用電波の開放などを行う。また、様々な省庁や産官学が協力して研究開発を行う場をNICT等に整備するなどして開発を促進する。その他、懸賞金などが付与される公募により、新奇なアイデア・人材を発掘・支援する。
Beyond 5G（6G）推進戦略具体的施策〜知財・標準化戦略〜
国によってオープン・クローズド戦略を促進する仕組みを構築し、テストベッドやエミュレータも国が中心となって整備し、内外企業に開放する。その他、開発の初期段階から国際共同研究を拡充し、標準化を見据え国際連携を強化する。また、知財・標準化戦略の中では特に「オール光化（IOWNプロジェクト等）」、「オープン化」、「最大限の仮想化」、「上空、海上等への拡張」、「セキュリティの抜本的強化」を重視する。なお、知財・標準化においては、産官学の主要プレイヤーが参加する「Beyond 5G知財・標準化戦略センター」を設置する。
Beyond 5G（6G）推進戦略具体的施策〜展開戦略〜
6Gの早期かつ円滑な導入のため、6Gの前世代であり2020年から日本で展開が始まった5Gがあらゆる分野・地域に浸透し、使いこなされている状況「Beyond 5G ready」な環境の早期実現を目指す。そのために、5Gの面的整備拡充がスムーズになるインフラ・シェアリングなどを促進する。また、量子暗号などを用いた高度なセキュリティシステムの社会実装等の推進やスーパーシティ構想など国家戦略特区を活用し、自由かつ柔軟な実証環境を「リビング・テストベッド」として整備するなどの取り組みを行う。
その他
ウェアラブル端末などのスマートデバイスを通じて人の思考や行動をサイバー空間がリアルタイムに支援し、身体能力や認知能力を拡張する「超サイバネティクス技術」や、自宅に居ながら地球上のどんな場所でもリアルな体感でアクセス可能となる「超テレプレゼンス技術」、モノ同士が互いに制御し合うことで信号待ちや渋滞などが発生しない交通システムなどを実現する「超相互制御型ネットワーク技術」、ネットワーク構成や電力消費量、供給方法を柔軟かつ自律的に変えることで災害時などでも通信が途絶えないシステム「超フェイルセーフ・ネットワーク」、人工知能（AI）技術による高精度の需要予測とリアルタイムの多地点間マッチングにより食品等の廃棄がゼロになる「超リアルタイム最適化技術」、AI技術による脅威の自動検知、自動防御、システムの自動修復などによりユーザーが意識することなくセキュリティやプライバシーが確保される「超自律型セキュリティ技術」などを6G社会にて実現する構想を提案している[28]。
- 黒木瞳がパーソナリティを務めるラジオ番組「あさナビ」（ニッポン放送）にスマホ・携帯分野で著名な専門家でジャーナリストの石川温が出演し、5Gや6Gの世界について解説した。具体的には、6G業界関係者の話や自身の考えを交えながら飛行機での活用や、信頼性の高い通信などについて解説した[143]。
- 総務省で6Gを担当するディレクターである片桐義博は、ウォール・ストリート・ジャーナルの取材に対して、「5Gでは、4Gを超えてできることは莫大ですが、5Gは私たちが望むレベルにはまだ十分に達していません」、「現在、世界が4Gから5Gに移行している今、私たちは次の技術を準備するために発生する技術的な問題を注意深く見ています」と発言した。また、NTTドコモの広報担当者である荒巻雄三は同じ取材に対し、「6Gは、5Gで3秒でダウンロード可能になった映画が瞬時にダウンロードできるようになります」と発言した。また6Gの自動運転車への利用についても、5Gの場合、車両からのライブ映像をリモートコンピュータに送信して、指示を発信するために分析を行う過程の往復に必要な最小時間は約7秒であることを説明した。6Gでは、この時間をさらに短くできると期待されている[16]。
- 4月15日、総務省は、Beyond 5G（6G）が導入される時期に向けた日本としての総合戦略、政策の方向性を定めるべく、有識者会合で作成された骨子案「Beyond 5G推進戦略骨子」への意見の募集を開始した。募集は5月14日まで[142][144][145][146]。
- 4月24日、新社会システム総合研究所はNTTドコモの5Gイノベーション推進室担当部長である浅井孝浩によって5Gや6Gについて解説するセミナーを2020年5月27日にテレビ電話サービス「Zoom」にて開催すると発表した[147][148]。

#### 5月
- 5月12日、NHKのニュース番組「おはよう日本」にて、NTTの澤田純社長に対し行われた取材の内容が放送された。新型コロナウイルスの流行の中で通信が果たす役割や流行終息後（アフターコロナ）で通信がどう変わっていくかなどについての内容が主で、澤田社長は「5Gの向こうにある6Gや新しいシステム、特に低消費電力や環境にやさしいインフラを用意していく必要がある」と戦略を語った。また、「結局、コネクテッドシティー・コネクテッドソサエティー、『つながっている世界』が実現することになるので、ITとか通信はその必要な要素。アフターコロナという意味では、新しい、現在よりよい社会構造に向かって変革を進めていくべきだ。日本の発展と世界に貢献できるよう、技術の面からドライブをかけたい」と話し、流行の後に5Gや6Gなどの通信技術で変革を推進していく姿勢を示した[149]。
- 5月18日、businessnetworkがNTTドコモやNokia、Ericssonなどに6Gに関する取り組み等について取材した記事を掲載した。NTTドコモ5Gイノベーション推進室 5G無線技術研究グループ 担当課長の岸山祥久は、取材に対し「移動通信の技術は10年単位、それを用いるサービスは20年単位で代わっている。奇数で立ち上げ、偶数で成熟する。その意味では、産業向けの移動通信の利用が5Gで盛り上がり、6Gで成熟していく方向になると考えている。Society 5.0の実現に向けて『サイバー・フィジカル融合』が5Gで走り出し、それが6Gでさらに高度化していく」と5Gで可能になった通信の活用分野が6Gでより拡張されることを示唆した。また、エリクソン・ジャパンCTOの藤岡雅宣は、「太平洋や砂漠の真ん中でも、どこでも数百メガの通信が使える。そのためにドローンやHAPS（高高度擬似衛星）を使って移動通信インフラを補完する」と話し、6Gの特徴であるカバレッジ拡張について解説した。そして、ノキアソリューションズ&ネットワークス Bell Labsアジア標準化統括マネージャー兼 RANアーキテクチャ標準化統括マネージャーの千葉恒彦は、「デジタルとリアル世界の間をつなぐだけでなく生物ワールド、つまり人体や脳も含めた三角形をどうやってリアルタイムにつなぎ合わせていくかが6Gのテーマになる」と話し、体内とデジタル空間をつなぐデバイスや感覚通信などの可能性を挙げた[150]。
- 5月19日、businessnetworkが総務省などに6Gに関する国内の取り組み等について取材した記事を掲載した。この中で総務省 総合通信基盤局 電波部 電波政策課 企画官の片桐義博は、「各国で6Gに関する議論が始まっており、我々としてもこのタイミングでBeyond 5Gに向けて何をすべきかを検討する必要があると考えた」とは話し、日本の取り組みなどについて説明した[151]。
- 5月中下旬、国会で審議入りした「スーパーシティ構想」を盛り込んだ国家戦略特区法改正案の議論が行われた。スーパーシティ構想では、住民や企業などから集めた様々な情報をデータ連携基盤（都市OS）に集約し、AIなどの最先端技術で連結させ、サービスにつなげる。政府は「まるごと未来都市」と謳っており、6Gの総合戦略骨子案でもスーパーシティの活用を見込んでいる。今国会で成立すれば、秋にもスーパーシティ構想の実現を図る自治体を公募する予定。一方、新型コロナウイルスの流行下でもあり、今の議論は不要不急だとする意見もあるため、成立するかは不透明[152][153]。
- 5月25日、businessnetworkはNTTに対しテラヘルツ波の利用などに関する取材記事を掲載した。その中でNTT先端集積デバイス研究所の主幹研究員である野坂秀之は、6G時代におけるテラヘルツ波について、「これまで人類が使いこなせなかった未開拓領域」と発言した。その他、これまで使われていない周波数帯の利用についても言及した[154]。
- 5月26日、businessnetworkはソフトバンクの子会社への取材記事を掲載した。6Gでの主な特徴であるカバレッジ拡張では、成層圏を飛ぶ携帯電話基地局を積んだ無人飛行機を使用する案もあり、日本国内でその計画を主導するHAPSモバイルの取締役 事業管理本部 本部長の湧川隆次は、成層圏について、「この高さが、通信インフラでは重要な意味を持つ」と話し、その可能性について言及した[7]。
- 5月27日、人工知能（AI）やビッグデータを活用した最先端都市構想「スーパーシティ」の実現に向けた国家戦略特区法改正案が参議院本会議で可決・成立。法整備が遅れていたが、新型コロナウイルスの流行の影響で遠隔診療やオンライン教育の重要性が高まったことが追い風となった。スーパーシティについては、6Gの総合戦略骨子案でも活用を見込んでいる。現在、全国54の自治体などがこの構想に意欲を示しており、早ければ今夏にも導入を目指す地域の募集を始め、年内をめどに全国5カ所程度を選定する見込み。選定地域で住民合意が得られれば、首相が担当閣僚に規制緩和に向けた特例措置を指示する[155][156][157]。
- 5月29日、NTTはJAXAの革新的衛星技術実証3号機のテーマ公募に対し「衛星MIMO技術を活用した920MHz帯衛星IoTプラットフォームの軌道上実証」を応募し、採択されたことを発表した。世界初の低軌道衛星MIMO技術の実証や衛星センシング技術の実証に取り組み、要素技術の開発から2022年度の小型実証衛星打上げ・および2023年度にかけての技術実証実験に向けてJAXAと協力して取り組むとしている。低軌道衛星と地上間通信の伝送速度20Gbps超や、地上通信網未整備エリアを含むあらゆるエリアにおける低コストでのセンシングの実現を目指す[158]。

#### 6月
- 6月1日、東京都港区のポジティブワンが5Gや6G通信によるビッグデータを分析・処理するアーキテクチャの特許性が特許庁に認められたことを発表した[159]。
- 6月3日、NIKKEIが6Gの開発状況に関する記事を掲載。その中で早稲田大学の川西哲也教授は、より多くなることが予想される6G基地局について「人口の10倍の基地局が必要になることを意味する」と述べた。現在日本には約60万の基地局があるが、6G時代には全国で10億、世界で最大1000億が必要になると予測されている[160][161][162]。
- 6月9日、5Gやその先の社会についての講演会が大阪市北区のホテルで開催された。総務省「Beyond 5G推進戦略懇談会」メンバーでブロンドバンドタワーCEOの藤原洋が、5G商用サービスは3月に国内で始まったが、海外に比べて出遅れていることを指摘。さらに現在の取り組みとして「次世代の通信システム『6G』の国内開発が着々と進められている」と説明した。また、経済活動の地方分散化や医療や暮らしの変化などについて解説した[163]。
- 6月10日、Businessnetworkが総務省総合通信基盤局の電波部長の田原康生に取材を行った記事を掲載した。新型コロナウイルスの流行事態を受け、「5GをはじめとしたICTを徹底的に使いこなす社会を早急に実現する必要があると痛感している」と発言し、ローカル5Gなどについて解説した上で、6Gはグローバルファーストでの展開を行うことを示した[164]。

### 2022年

#### 11月
- 11月21日、韓国のSKテレコムと、第6世代移動通信システムの研究で協力することで合意した[165]。

## その他の国の状況
この項目では、主要開発プレイヤーであるアメリカ、韓国、中国、フィンランド、スウェーデン、日本以外の国の状況について解説する。

### クロアチア

#### 2020年
4月、クロアチアのゾラン・ミラノヴィッチ大統領は5Gおよび6Gの行動計画の改正について検討するようEUなどに求めた。

### フランス

#### 2020年
5月20日、フランスに拠点を置く技術研究所CEA-Letiは、6Gの技術ロードマップの策定にあたり、140GHz・100Gbps伝送を実証した。CEA-Letiでは、6Gでのミリ波通信で主要な役割を果たす可能性がある140GHzのスペクトルであるD帯域の研究を行っている。

### オランダ

#### 2020年
5月25日、6Gに取り組むアイントホーフェン工科大学の6Gプロジェクトメンバーの1人であるBart Smoldersは、Tech Pulseの取材に対して、相互に通信する完全自動運転車、完全に自律的なドローンなどを挙げ、6Gの可能性について言及した。

### ロシア

#### 2020年
6月11日、ウニヴェルシチェト・イトモ（ITMO大学）の研究グループはテラヘルツパルスを利用したデータ転送の可能性を実証した。FEMTOSECOND OPTICS AND FEMTOTECHNOLOGIESチームのEgor Oparinは、「データ転送速度は100倍から1,000倍に向上するが、それらを実装するためにはテラヘルツ範囲への切り替えが必要だ」と述べ、6Gでの利用についても言及した。